# Joachim Bruhn (Publizist)
Joachim Bruhn (* 30. Januar 1955; † 28. Februar 2019) war ein deutscher politischer Publizist und Verleger.

## Leben
Bruhn war in den 1970er Jahren Mitglied der KPD/AO und wurde danach Mitglied im Sozialistischen Büro. Hier schrieb er auch für die Zeitschrift links. Die Hinwendung zu den Grünen war Anlass, dass er das SB in den frühen 1980er Jahren verließ.
Bruhn war seit 1981 Mitglied der Freiburger Initiative Sozialistisches Forum und Mitbetreiber des dortigen ça-ira-Verlages. Er gehörte zu deren Mitbegründern. Er hat seit 1990 die ersten sechs Bände der Werkeausgabe von Johannes Agnoli verlegt. Nach dem Tod Agnolis im Jahre 2003 verlangte dessen Witwe Barbara Görres-Agnoli gerichtlich Einsicht in die Umsätze des Verlages mit Agnolis Werken, sowie den Rückzug des posthum erschienenen Bandes Transformation des Postnazismus, den Stephan Grigat herausgab und der einen der letzten Texte Agnolis enthielt. Der Streit, welcher den ça-ira-Verlag an den Rand des Konkurses brachte, endete im November 2006 mit einem Vergleich. Die Schriften Agnolis wurden im Verlag nicht wieder aufgelegt.
Als politischer Theoretiker berief sich Bruhn auf die kritische Theorie insbesondere Theodor W. Adornos und die Marx-Rekonstruktion der Neuen Marx-Lektüre, woraus er eine radikale Kritik des Staates und für die Zeit nach 1933 eine radikale Ablehnung der Arbeiterbewegung ableitete. Er gehörte zu den einflussreichsten Autoren innerhalb der antideutschen Strömung, die auch die Linke einer radikalen Kritik unterzog.

„Es kann keine Kritik am Staat Israel geben, die nicht antisemitisch ist [...] Die Aufgabe antideutscher Kommunisten ist es nicht, sich mit Israel zu identifizieren, denn Israel ist nicht das Substitut des ‚Vaterlands der Werktätigen‘, sondern aufzuklären, warum es notwendig ist, sich bedingungslos hinter Israel und auch hinter Ariel Scharon zu stellen: nämlich im Interesse der staaten- und klassenlosen Weltgesellschaft.“

In einem anlässlich seines Todes verfassten Text charakterisierte die von ihm mitgegründete „Initiative Sozialistisches Forum“ Joachim Bruhn so:

„Das unbedingte Einstehen für Israel als den ungleichzeitigen Staat der Überlebenden und der als Juden Verfolgten war für Joachim Bruhn der Glutkern der Kritik. Es ist der Doppelcharakter des jüdischen Staates als verspätetes Resultat der zionistischen Emanzipationsbewegung der Juden und ihrer staatlich organisierten Notwehr gegen die Fortsetzung der Endlösung, welche den kategorischen Imperativ nach Auschwitz mit dem Marxschen verschränkt, ‚alle Verhältnisse umzuwerfen, in denen der Mensch ein erniedrigtes, ein geknechtetes, ein verlassenes, ein verächtliches Wesen ist.‘ Denn Auschwitz ist als gleichsam ‚transzendentaler Horizont über jeder jetzt überhaupt nur noch möglichen Geschichte der Menschheit‘ zu begreifen.“

In einem Nachruf heißt es über Bruhns Stil:

„Überhaupt war die Kritik sein Metier. Sie war ihm wesentlich mehr als Methode; sie war der Dreh- und Angelpunkt seines Denkens. Kritik galt ihm in Marx’scher Tradition nicht als Seziermesser, sondern als Waffe, die ihren Gegenstand nicht widerlegen, sondern erledigen will. Ist das Falsche erst einmal ‚bestimmt erkannt und präzisiert‘, ist es bereits ‚Index des Richtigen, Besseren‘, heißt es bei Adorno. Auch deshalb hat Joachim Bruhn im Unterschied zu vielen anderen, mit denen er sich vortrefflich streiten konnte, kein in sich geschlossenes Werk, kein Opus magnum hinterlassen. Sein Stilmittel war die kleine Form des Aufsatzes und des Essays, die den Erfahrungen, auf die er sich bald bezog, auch weitaus angemessener ist als die historisch diskreditierte Gesamtdarstellung, die Monografie und das philosophische System. Seine Einsichten sind fast immer in Auseinandersetzung mit den Zumutungen niedergelegt, denen er sich in der FAZ, in der ‚Süddeutschen Zeitung‘, der ‚Jungen Welt‘, vonseiten der Grünen oder des akademischen Marxismus ausgesetzt sah.“
Jan-Georg Gerber, 2019
Texte von Bruhn wurden veröffentlicht in den Zeitschriften Konkret, Jungle World, Bahamas, iz3w, sans phrase und Arbeiterkampf. Zudem war er Mitherausgeber der eingestellten Zeitschrift Kritik & Krise. Alle Rechte an seinen Texten liegen nach Bruhns Willen und Testament beim Ça ira Verlag.

## Veröffentlichungen (Auswahl)
- Randale und Revolution. In: Die alte Straßenverkehrsordnung. Dokumente der RAF. Mit Beiträgen von Wolfgang Pohrt, K. Hartung, Gabriele Goettle, J. Bruhn, Karl Heinz Roth, Klaus Bittermann. Edition Tiamat, Berlin 1986, 1. Auflage, ISBN 3-923118-06-6, S. 157–174.
- Materialismus und Barbarei. Pamphlete und Essays. de Munter, Amsterdam 2024, Herausgegeben vom Freundeskreis Joachim Bruhn zu dessen fünften Todestag.
- Was deutsch ist. Zur kritischen Theorie der Nation. ça ira Verlag, Freiburg i. Br. 1994, ISBN 3-924627-38-X (2., erweiterte und überarbeitete Auflage Freiburg 2019, ISBN 978-3-86259-141-1).
- Geduld und Ironie. Johannes Agnoli zum 70. Geburtstag. (Hrsg. mit Manfred Dahlmann und Clemens Nachtmann). ça ira Verlag, Freiburg i. Br. 1995, ISBN 3-924627-42-8.
- Kritik der Politik. Johannes Agnoli zum 75. Geburtstag. (Hrsg. mit Manfred Dahlmann und Clemens Nachtmann). ça ira Verlag, Freiburg i. Br. 2000, ISBN 3-924627-66-5.
- Zur Dialektik der Gegenaufklärung. Über das leere Verstreichen der Zeit und der Fortschritt der Linken auf ihrem Weg in den Abgrund. In: Redaktion Jungle World (Hrsg.): Elfter September Nulleins, Verbrecher Verlag, Berlin 2002, 217–226.
- Rote Armee Fiktion. (Hrsg. mit Jan Gerber). ça ira Verlag, Freiburg i. Br. 2007, ISBN 978-3-924627-98-0.
- Die Logik des Antisemitismus. Die ökonomische / soziologische Reduktion des Wertbegriffs und ihre Folgen. In: sans phrase. Band 17, Winter 2021/21, Freiburg i. Br. / Wien, ISSN 2194-8860.
- Die Einsamkeit Theodor Herzls. Der Hass auf Israel und die Arbeit der materialistischen Staatskritik. In: sans phrase 16 (Sommer 2020), Freiburg i. Br. / Wien, ISSN 2194-8860.
- „Nichts gelernt und nichts vergessen“. Vortrag, gehalten am 26. Februar 2010 in Hamburg. In: sans phrase 14 (Frühjahr 2019), Freiburg i. Br. / Wien, ISSN 2194-8860.
- Joachim Bruhn: Das organisierte Nein. In: sans phrase 13 (Herbst 2018), Freiburg i. Br. / Wien, ISSN 2194-8860.
- Gespräch mit Johannes Agnoli: Die Zerstörung des Staates mit den Mitteln des Marxismus-Agnolismus. In: sans phrase 13 (Herbst 2018), Freiburg i. Br. / Wien, ISSN 2194-8860.